# Agustinus Agus
Agustinus Agus, né le 10 avril 1949 à Lintang, est un prélat indonésien, archevêque de Pontianak depuis 2014 après avoir été évêque de Sintang de 1999 à 2014

## Biographie
Il est ordonné prêtre pour le diocèse de Sanggau le 6 juin 1977.

## Évêque
Le 29 octobre 1999, le pape Jean-Paul II le nomme évêque de Sintang. Il reçoit l'ordination épiscopale des mains du cardinal Justinus Darmojuwono. 
Le pape François le nomme archevêque de Pontianak le 3 juin 2014